# エルンスト・ローベルト・クルツィウス
エルンスト・ローベルト・クルツィウス（Ernst Robert Curtius, 1886年4月14日 - 1956年4月19日）は、ドイツの文学研究者、文献学者、ロマンス語文学批評家。1948年に出版された『Europäische Literatur und lateinisches Mittelalter』の著者として最もよく知られる。クルティウスとも表記される。

## 経歴
1886年、アルザス地方のタンにてドイツ人の家庭に生まれた。祖父のエルンスト・クルツィウスと大叔父のゲオルク・クルツィウスは、ともに著名な学者だった。父のフリードリヒ・クルツィウスがアルザス＝ロレーヌ地域のアウクスブルク派ルター派教会の総監督に任命されたため、家族はストラスブールに引っ越した。
クルツィウスは同地のストラスブール・プロテスタント・ギムナジウムからアビトゥーアを取得した。その後ヨーロッパ各地を旅行し、フランス語と英語を流暢に話せるようになった。1906年から1912年にかけてクルツィウス一家と共に過ごしたアルベルト・シュヴァイツァーは、クルツィウスに近代フランス文学を紹介した。また、ロマンス語文献学者のグスタフ・グレーバーも彼に大きな影響を与えた人物である。クルツィウスは文献学と哲学をストラスブール大学（博士号、1910年）、ベルリン大学、ハイデルベルク大学で学んだ。1913年、グレーバーの指導のもとボン大学でハビリタチオン論文を執筆し、1914年より同大学で教えはじめた。しかし、第一次世界大戦によって研究は妨げられることになった。クルツィウスはフランスとポーランドに従軍し、1915年に負傷したのである。怪我の程度が重かったため、1916年には軍隊の任を解かれた。その後、ボン大学に戻り教育を再開した。

## 研究内容・業績
クルツィウスの著作の多くは、ナチスが力を持っていた時代に書かれたものであり、彼の人文学への関心は通常、全体主義に対する応答だと考えられている。クルツィウスの理解では、ヨーロッパ文学は、ギリシャ・ラテンの著述家によって始められ、中世まで連綿と続いた伝統に連なるものであり、これらの伝統の間に断絶があるとは認めなかった。歴史的時代を分割し、各国の文学が相互に関連性を持たない状態で分断されるような断絶を、彼は支持しなかったのである。フランス文学に大きな関心を抱いていたため、クルツィウスはキャリアの初期においてフランス文学の研究を進めていた。ドイツにおいてそれが敵国の文学と捉えられていた時代にである。クルツィウスがフランス文学に対してとった「人文的・英雄的」態度は、ドイツの国家主義的知識人の批判を集めることになった。
クルツィウスは1948年の著作『ヨーロッパ文学とラテン中世』によって最もよく知られている。同著は中世ラテン文学とそれが後世の近代ヨーロッパ諸語で書かれた文学へもたらした影響について考察した主要な研究である。同著の第一の主張とは、標準的な「古代－中世－ルネサンス－近代」という文学史の時代区分は非生産的であり、それぞれの文学は連続性を持っている、というものである。第二の主張は、「ルネサンス期とそれ以降のヨーロッパ文学の多くを十全に理解するためには、中世ラテン文学におけるレトリックとの関連性について知っている必要がある。すなわち、定型表現、メタファー、フレーズの転換、あるいはクルツィウスの好む言い方を用いれば『トポイ（topoi）』についての知識が必要である」というものである。同著の大きな功績は、文学的定型表現を学術的・批評的に議論するための概念である「文学的トポス（literary topos）」を導入したことにある。

## 著作
- 1919: Die literarischen Wegbereiter des neuen Frankreich
大野俊一訳『現代フランスの文学開拓者』生活社、1944年、白日書院、1947年
- 1921: Maurice Barrès und die geistigen Grundlagen des französischen Nationalismus
- 1923: Balzac
長谷川玖一訳『バルザック研究』建設社、1934年
野上巖訳『バルザック論』河出書房、1942年
小竹澄栄訳『バルザック論』みすず書房、1990年
- 1925: Französischer Geist im neuen Europa
土方定一訳『仏蘭西文学』楽浪書院、1935年
大野俊一訳『現代ヨーロッパにおけるフランス精神』生活社、1944年／角川文庫、1955年（抜粋版）
大野俊一訳『現代ヨーロッパにおけるフランス精神』みすず書房、1980年。改訳版
- 1929: James Joyce und sein Ulysses
- 1931: Die französische Kultur
大野俊一訳『フランス文化論』創元選書、1942年、再版1948年
大野俊一訳『フランス文化論』みすず書房、1977年。改訳版
- 1932: Deutscher Geist in Gefahr
南大路振一訳『危機に立つドイツ精神』みすず書房、1987年
- 1948: Europäische Literatur und lateinisches Mittelalter (zuletzt neu aufgelegt 1993 in der 11. Auflage)
南大路振一・岸本通夫・中村善也訳『ヨーロッパ文学とラテン中世』みすず書房、1971年、新版1988年、2000年、2022年ほか
- 1950: Kritische Essays zur europäischen Literatur (erw. 1954)
川村二郎・松浦憲作ほか訳『ヨーロッパ文学批評』紀伊國屋書店、1969年
川村二郎ほか全5名訳『ヨーロッパ文学評論集』みすず書房、1991年。増補改訳版
- 1952: Marcel Proust
- 1952: Französischer Geist im 20. Jahrhundert: Gide, Rolland, Claudel, Suarès, Péguy, Proust, Valéry, Larbaud, Maritain, Bremond.
圓子千代訳『クルティウス＝ジッド往復書簡』法政大学出版局 叢書・ウニベルシタス（H・ディークマン編）、1985年。編訳版
- 1960: Büchertagebuch (Kolumnen)
生松敬三訳『読書日記』みすず書房、1973年、新版1984年、1992年
- 小竹澄栄訳『文学と旅　ゲーテ／トーマス・マン／イタリア』みすず書房、1991年。編訳版

マンハイム＝クルツィウス論争に関するもの
- Curtius: Soziologie – und ihre Grenzen. In: Volker Meja und Nico Stehr (Hrsg.): Der Streit um die Wissenssoziologie. 2.  Band: Rezeption und Kritik der Wissenssoziologie. Frankfurt 1982, S. 417–426. Zuerst erschienen in: Neue Schweizer Rundschau 22 (Oktober 1929), S. 727–736.
- Karl Mannheim: Zur Problematik der Soziologie in Deutschland. In dsb.: Wissenssoziologie. Auswahl aus dem Werk, eingeleit. und hrsg. von Kurt H. Wolff, Berlin 1964, S. 614–624. Zuerst erschienen in: Neue Schweizer Rundschau 22 (November 1929), S. 820–829.